# Доценко Юрій Тимофійович
Ю́рій Тимофі́йович Доце́нко (*19 вересня 1954, Малотаранівка) — український поет, член Національної спілки письменників України з 1991.
Працює журналістом.
Автор збірок віршів «Свято чебрецеве», «Дерев мотив глибинний», «Золотий апостроф», «Осінні багаття», «Переступний вік», багатьох публікацій у колективних збірниках.

## З творчої біографії
Народився 19 вересня 1954 року в селі Малотараніці, що поблизу Краматорська на Донеччині, в сім'ї робітників. Після школи вступив до Донецького державного університету на українське відділення філологічного факультету. Після завершення навчання служив в армії на Далекому Сході, викладав рідну мову та літературу в школах Донеччини та Запоріжжя. З 1978 року — на журналістській роботі.
- Перша збірка віршів «Літо чебрецеве» побачила світ у видавництві «Донбас» 1984 року. Теплу передмову до неї написав відомий український поет, лауреат Шевченківської премії Леонід Талалай.
- Від першої до другої збірки Юрія Доценка пролягла відстань у довгі і важкі десять років. Книжку «Дерев мотив глибинний» видало творче об'єднання «Лад» за сприяння відомого поета і прозаїка Петра Бондарчука.
- Третю збірку «Золотий апостроф» випустив у 1998 році Український культурологічний центр м. Донецька.
- Опісля вийшла у світ четверта книжка вибраних поезій «Осінні багаття».
- П'ята збірка «Вереснева паморозь» побачила світ у 2007 р. в Українському культурологічному центрі.
- Шоста збірка поезій «Переступний вік» вийшла друком у 2012 році.

Поетичні добірки Юрія Доценка друкувалися у багатьох колективних збірках («Крона», «Земле рідна, колискова», «Донеччино моя!» та інших), у всеукраїнських газетах та журналах («Літературна Україна», «Голос України», «Літературний Львів», «Україна молода», «Донеччина», «Виробник України», «Донбас», «Березіль»). У перекладі російською мовою — в московському альманасі «Истоки». Юрій Доценко також пише вірші для дітей, займається перекладом.
Член оргкомітету Всеукраїнського Товариства сприяння відродженню літературних музеїв М.Коцюбинського в Криму.

## Премії та відзнаки
Доценко Юрій Тимофійович — лауреат літературної премії імені Володимира Сосюри Донецького обласного фонду культури, обласної літературної премії імені Григорія Кривди.